# シンバヒルズ国立保護区
シンバヒルズ（ - こくりつほごく）はケニア海岸部、モンバサの南西にある国立保護区。国が直接管理する国立公園ではなく、地方自治体が管理する「国立保護区」である。森林の中にいるアフリカゾウが見られることで有名。ゾウが増えたため、ツァボ国立公園へ移送作業が行われている。ソテツやランの希少種が見られるアフリカ東海岸の遺存林として貴重である。モンバサからの日帰り、または短期滞在先として手近な観光地。